# Jeffrey Shallit

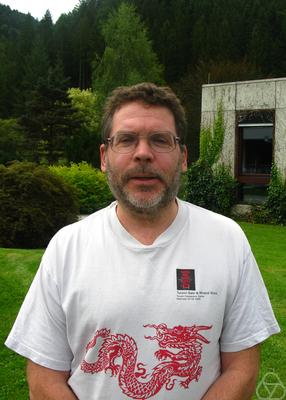

Jeffrey Outlaw Shallit (* 17. Oktober 1957 in Philadelphia) ist ein amerikanischer Mathematiker und Informatiker.
Shallit studierte an der Princeton University (Bachelor cum laude 1979) und promovierte 1983 an der University of California, Berkeley bei Manuel Blum (Metric Theory of Pierce Extensions). Ab 1983 war er Assistant Professor an der University of Chicago und 1988 bis 1990 am Dartmouth College. 1990 wurde er Associate Professor und 2000 Professor in der Fakultät für Informatik der kanadischen University of Waterloo.
Neben Algorithmischer Zahlentheorie (zum Beispiel Primzahltests) beschäftigt er sich mit formalen Sprachen, Automatentheorie, Algorithmentheorie, Kombinatorik von Wortproblemen und Computergrafik. Er hat die Erdős-Zahl 1, da er 1991 mit Paul Erdős veröffentlichte. Mit Eric Bach schrieb er ein Standardwerk über Algorithmische Zahlentheorie.
2003 untersuchte er das Problem effizienter Wechselgeldsysteme und plädierte (nicht ganz ernst gemeint) in diesem Zusammenhang für die Einführung einer 18-Cent-Münze in den USA (genauer 1, 5, 15, 18, 25 Cents). Entsprechend wäre nach Shallit ein (1, 3, 4, 10, 30, 40, 100, 300, 400)-System in Europa günstiger als das (1, 2, 5, 10, 20, 50, 100, 200, 500)-System.
Mit Hugh C. Williams und François Morain schrieb er einen Aufsatz über eine frühe mechanische Primfaktorzerlegungs-Maschine (von den Brüdern Carissan 1919).
Er ist Herausgeber der Zeitschrift Journal of Integer Sequences. 2008 wurde er Distinguished Member der ACM. Seit 1996 ist er Vizepräsident der kanadischen Electronic Frontier Foundation (Electronic Frontier Canada).
Shallit, der selbst jüdische Vorfahren in Russland hat, ist 1997 mit einem Report im Internet auch als Kritiker von Holocaust-Leugnern hervorgetreten. Er kritisierte den Intelligent-Design-Protagonisten William A. Dembski, dem er auch wissenschaftliche Fehler bei der Einführung eines neuen Komplexitätskonzepts nachwies.

## Schriften
- Mit Eric Bach: Algorithmic Number Theory. Bd. 1 (Efficient Algorithms), MIT Press 1996
- Mit Jean-Paul Allouche: Automatic Sequences – Theory, Applications, Generalizations. Cambridge University Press 2003
- A second course in Formal Languages and Automata Theory. Cambridge University Press 2008